# Vi quốc gia

Mẫu cờ được coi là quốc kỳ Đế quốc Aerica.

Vi quốc gia (tiếng Anh: Micronation, tiếng Hán: 私人国家 / Tư nhân quốc gia) là tên gọi mô hình các quốc gia có tuyên bố tồn tại nhưng không được bất cứ chính phủ hoặc tổ chức quốc tế nào công nhận. Những dự án quốc gia như thế thường chỉ tồn tại trên văn bản, Internet hoặc trong tâm trí người sáng lập.

## Khái niệm

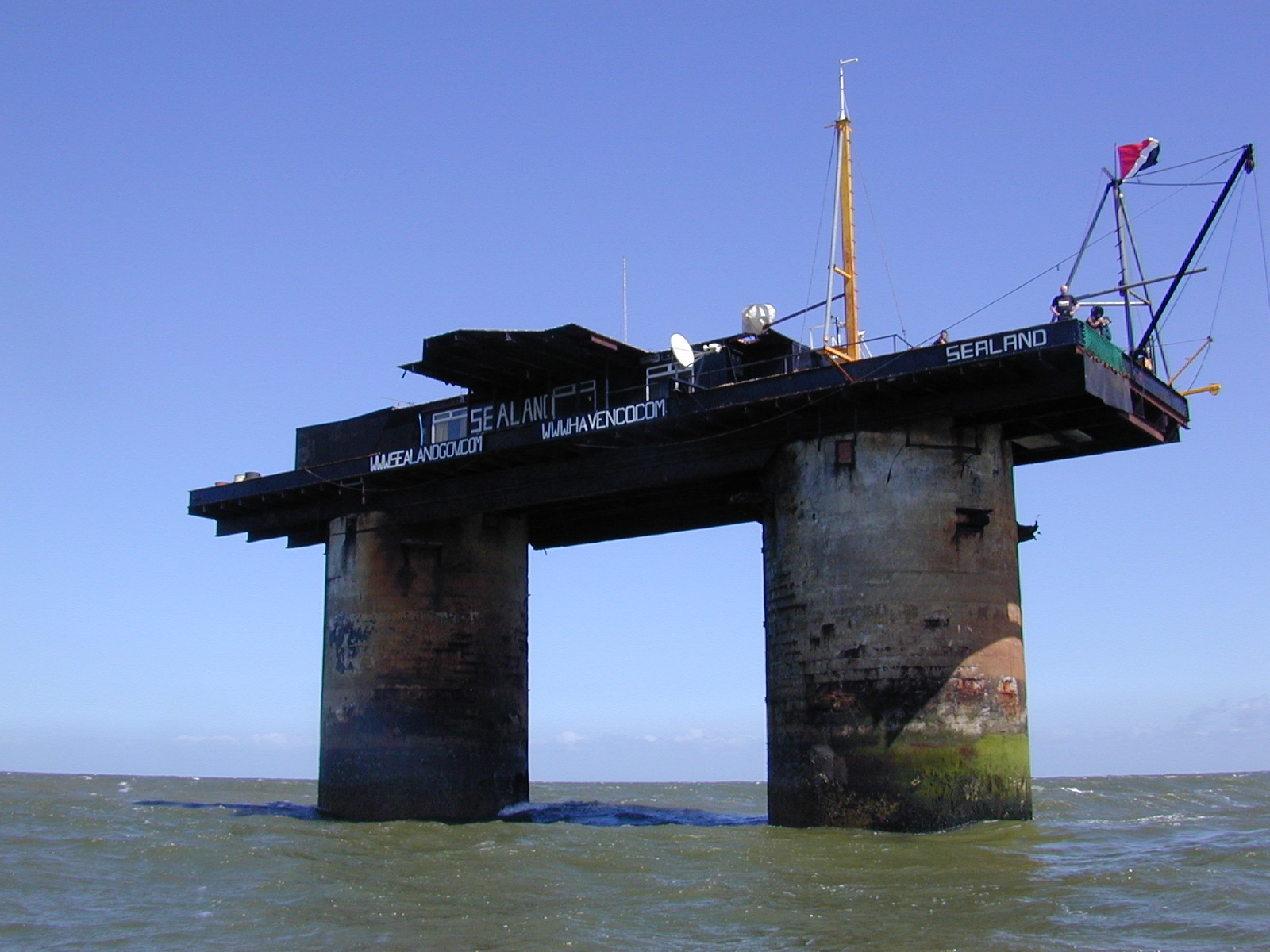
Sealand - Một vi quốc gia tiêu biểu, vị trí của nó tương ứng với một giàn khoan hoang phế trên biển Bắc.

Vi quốc gia  khác với các phong trào li khai và thường được tạo ra và duy trì bởi một người hay một nhóm gia đình. Tiêu chuẩn này không bao gồm các lãnh thổ như Đài Loan (Trung Hoa Dân Quốc) có quan hệ ngoại giao với các quốc gia công nhận quốc gia trên thế giới mà không được chính thức công nhận bởi nhiều quốc gia bang hoặc được chấp nhận bởi cơ quan quốc tế lớn.
Vi quốc gia  cũng được phân biệt với các quốc gia tưởng tượng và các loại khác của các nhóm xã hội (chẳng hạn như làng sinh thái, trường học, các bộ lạc, thị tộc, giáo phái, và các hiệp hội cộng đồng dân cư) bằng cách thể hiện một cách chính thức và kéo dài, thậm chí nếu không được công nhận, công bố chủ quyền đối với một số vùng lãnh thổ.
Một số vi quốc gia đã phát hành tiền xu, cờ, tem bưu chính, hộ chiếu, huy chương, và các mặt hàng khác, hiếm khi được chấp nhận bên ngoài cộng đồng của họ.
Vi quốc gia được biết đến sớm nhất ngày từ đầu thế kỷ XIX. Sự xuất hiện của Internet đã cung cấp phương tiện cho việc tạo ra nhiều vi quốc gia mới, mà các thành viên nằm rải rác khắp nơi trên thế giới và tương tác chủ yếu bằng phương tiện điện tử. Sự khác biệt giữa các vi quốc gia Internet, các loại khác của các nhóm mạng xã hội, và vai trò chơi thường khó xác định.